# Roberto d'Arbrissel
Roberto d'Arbrissel (Arbrissel, 1047 circa – Orsan, 25 febbraio 1117) fu un predicatore itinerante, fondatore dell'abbazia di Fontevrault.

## Biografia
Figlio di un prete, studiò teologia a Parigi durante il pontificato di Gregorio VII, forse sotto Anselmo di Laon e, dopo un'esperienza coniugale, prese gli ordini; nel 1089 fu chiamato nella diocesi di Rennes dal vescovo Silvestro de la Guerche, che intendeva introdurvi delle riforme. Roberto combatté la simonia, il concubinaggio degli ecclesiastici, i matrimoni irregolari. Un tale zelo gli procurò dei nemici tanto che dopo la morte del vescovo Silvestro, nel 1093, fu costretto ad abbandonare la diocesi. Continuò gli studi ad Angers con Marbodo, poi vescovo di Rennes, che censurò Roberto per aver rifiutato di assistere alle messe cui partecipavano anche i preti indegni.
Dal 1095 iniziò quelle pratiche ascetiche che coltivò per tutta la vita e si fece eremita nella foresta di Craon, insieme con Bernardo di Tiron, poi fondatore della congregazione di Tiron, con Vitale di Savigny, poi fondatore di quella di Savigny, e con altri. Avendo raccolto molti seguaci, nel 1096 fondò un monastero di canonici regolari a la Roë, ad Anjou, del quale fu il primo abate. Quell'anno stesso papa Urbano II lo convocò ad Angers nominandolo "predicatore secondo solo a se stesso con l'ordine di predicare in conformità del suo servizio". 

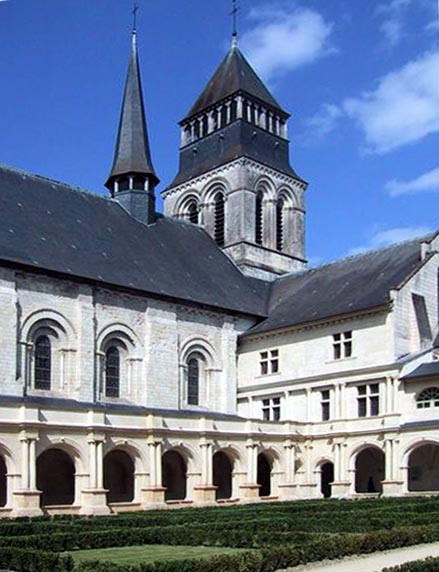
L'attuale abbazia di Fontevrault

Non si sa se appoggiò la crociata indetta da Urbano. Egli e i suoi seguaci furono conosciuti con il nome di "Poveri di Cristo", con il motto «Nella nudità seguire Cristo nudo sulla croce». Andava scalzo, trasandato e poveramente vestito: la sua eloquenza, aumentata dall'aspetto ascetico, radunò intorno a lui molte persone di entrambi i sessi, per lo più di umili origini, che intendevano abbracciare la vita monastica nel convento di la Roë, da cui però venivano respinti dai canonici, che non intendevano accogliere donne nel convento; tra il 1097 e il 1100 Roberto lasciò allora la sua abbazia per fondare, in un terreno donato dal signore di Fontevrault, (oggi Fontevraud-l'Abbaye), nell'attuale dipartimento del Maine e Loira, una comunità che accogliesse aderenti di ogni condizione e di entrambi i sessi. In diverse residenze furono divisi gli uomini, tanto chierici che laici, dalle donne, vergini, separate, vedove ed ex prostitute, e dai malati cronici. A capo dell'intera comunità, maschile e femminile, pose una badessa, una donna che fosse già stata sposata, tra le quali la prima fu Pétronille de Chemillé.
Roberto continuò la sua predicazione itinerante, e fu presente nei concili di Nantes e di Poitiers, tenuto nel novembre del 1100, appoggiando i legati papali, che scomunicarono Filippo I di Francia a causa della sua unione illegittima con Bertrada di Montfort.
Alla fine della sua vita, indisse un Capitolo nel settembre 1116 per assicurare una stabilità di regole nel proprio monastero. Un analogo monastero fu fondato a Hautebruyère dalla penitente Bertrade, e a Orsan, dove Roberto morì.
Con il tempo, l'Ordine costituito da Roberto si trasformò: per accedere a Fontevrault e nei numerosi priorati fondati nel corso degli anni, la maggior parte dei quali erano femminili, occorreva possedere una dote consistente.
Roberto non fu canonizzato. Pesarono le lettere di accusa di Marbodo di Rennes, di Goffredo di Vendôme e di Pietro di Saumur sul suo comportamento da loro giudicato scandaloso. Le successive richieste di beatificazione di Roberto, presentate da Giovanna Battista di Borbone, badessa di Fontevrault, figlia naturale di Enrico IV di Francia, a papa Innocenzo X, rimasero senza esito. Tuttavia a Roberto è dato ugualmente il titolo di beato.